# حقل محدود (رياضيات)
في الجبر التجريدي، الحقل المحدود (بالإنجليزية: Finite fields)‏ أو حقل غالوا نسبة للعالم الفرنسي إيفاريست جالوا هو حقل يحتوي على عدد محدود من العناصر. الحقول المنتهية مهمة جدا في نظرية الأعداد والهندسة الجبرية ونظرية غالوا والتشفير ونظرية الترميز غيرها. تُصنف الحقول المنتهية حسب عدد عناصرها.
تظهر الحقول المنتهية في سلسلة انتماء الأصناف كما يلي:
الحلقات التبادلية ⊃ integral domains ⊃ integrally closed domains ⊃ unique factorization domains ⊃ principal ideal domains ⊃ Euclidean domains ⊃ الحقول ⊃ الحقول المنتهية.

## تصنيف
تُصنف الحقول المنتهية كما يلي:
- رتبة حقل ما، (أي عدد عناصره) تكون على الشكل pn حيث p عدد أولي يسمى مميزة الحقل وحيث n عدد صحيح موجب.
- لكل عدد أولي p وعدد صحيح موجب n، يوجد حقل منته عدد عناصره pn.
- حقلان منتهيان لهما نفس عدد العناصر هما متساويي الشكل. وبتعبير آخر، بتغيير اسم عناصر الحقل المنتهي الأول، يصير جدولا الجمع والضرب متطابقين مع جدولي الجمع والضرب للحقل المنتهي الثاني.

## إنشاء الحقول المنتهية
انظر إلى قوة عدد أولي.

### أمثلة
متعددة الحدود f(T) = T 2 + T + 1 هي متعددة حدود غير قابلة للاختزال في المجموعة Z/2Z.